# Bataille de Bangui (mars 2013)
Pour les articles homonymes, voir Bataille de Bangui.
Conflit centrafricain
Batailles
- Bouca
- Gaga
- Bouar
- Massacre de Bouar
- Incendie de Camp Bangui
- 1er Massacre de Boali
- 2e Bangui
- Bossangoa
- Opération Sangaris
- Bozoum
- Massacre de Bohong
- Massacre de Bossembélé‎
- Massacre de Bossemptélé
- Massacre de Baoro
- 2e Massacre de Boali
- 1er Grimari
- 2e Grimari
- Boguila
- Batangafo

La bataille de Bangui se déroule pendant la guerre civile de Centrafrique. Le 24 mars 2013, les rebelles de la Seleka s'emparent de la capitale centrafricaine.

## Déroulement
Le 17 mars à Sibut, à une centaine de kilomètres de Bangui, les rebelles de la Seleka rompent les négociations avec le gouvernement centrafricain auquel ils lancent un ultimatum. Ils réclament la libération de leurs prisonniers, la validation des grades des officiers rebelles, l'intégration de 2 000 de leurs combattants dans l’armée nationale et le départ des militaires sud-africains. La Seleka affirme que si ces exigences ne sont pas accordées dans les trois jours, elle reprendra son offensive.
Le 22 mars, les forces rebelles sortent de Sibut, s'emparent de Damara et forcent un barrage de la force africaine sur la route de Bangui. La Seleka est alors à 55 kilomètres de Bangui,.
Le 23, les combats se poursuivent sur l'axe routier Bangui-Damara-Sibut, à hauteur du PK 55, à 55 kilomètres de la capitale. Plus à l'ouest, une deuxième colonne rebelle s'empare de Bossembélé et de Boali. Les forces sud-africaines sont prises à revers par la deuxième colonne et subissent des pertes. Le soir du 23 mars, la Seleka prend position à 12 kilomètres du centre-ville de Bangui. Pendant la nuit, les rebelles coupent l'électricité dans la ville,,.
Les combats reprennent le 24 vers 7 heures du matin, et gagnent rapidement le centre-ville. À 8h48, les rebelles annoncent s'être emparés du palais présidentiel. Le président Bozizé prend la fuite et se réfugie au Cameroun, Michel Djotodia se proclame président de la République. Le reste de la journée, les rebelles réduisent les dernières poches de résistance. Des hommes de la Seleka et des civils profitent du désordre pour commettre des pillages,.  
Restés neutres, 750 soldats tchadiens de la FOMAC et 600 soldats français sont également présents à Bangui, des patrouilles sont organisées pour tenter de freiner les pillages. Les Français sécurisent notamment l'aéroport de Bangui où la situation est confuse, deux civils indiens sont tués par erreur par des soldats français lorsque des véhicules tentent de pénétrer dans l'aéroport.
La situation est encore confuse le 25. Le 26, des patrouilles mixtes de la FOMAC et de la Seleka sont mises en place pour tenter de rétablir l'ordre,.

## Les pertes
Le 9 avril, les derniers soldats sud-africains quittent la Centrafrique. Le gouvernement sud-africain affirme que les pertes de ses troupes sont de 13 morts et 27 blessés,,.
Ce bilan est confirmé par les autorités françaises, cependant le général Arda Hakouma, chef militaire de la Seleka affirme que les pertes sud-africaines sont d'au moins 36 morts et 22 blessés : 

« Ce qui est sûr, moi personnellement, chef d’état-major, chef des opérations, donc c’est moi qui ai dirigé le combat, j’ai vu 36 morts sud-africains et 22 blessés. Ça c’est sûr. Il y avait des prisonniers aussi, on les a remis à la Fomac (Force multinationale d'Afrique centrale). »

Selon la FOMAC, 14 soldats sud-africains ont été tués lors du combat.
Un témoin anonyme affirme avoir vu le 25 mars à la base française, près de l'aéroport de Bangui, une cinquantaine de sacs mortuaires  qui devaient embarquer dans un Lockheed C-130 Hercules. Il affirme également que d'autres cadavres de soldats sud-africains continuaient d'arriver, transportés dans des voitures.
Ces témoignages sont rejetés par le gouvernement sud-africain qui confirme son bilan.
Le CICR annonce avoir ramassé 78 corps dans les rues de Bangui entre le 24 et le 29 mars.